# Goma sintètica
La goma sintètica és qualsevol tipus d'elastòmer artificial, de manera invariable és un polímer. Un elastòmer és un material amb la propietat mecànica d'experimentar molta més deformació elàstica sota tensió que la majoria dels materials i que torna a la seva mida prèvia sense deformació permanent. Les gomes artificials substitueixen la goma natural en molts casos, especialment quan cal una millora en les propietats materials.
La goma natural que prové del làtex principalment és isoprè polimeritzat amb petit percentatge d'impureses en ella. Això limita el rang de propietats disponibles. També estran limitades les proporcions de dobles enllaços cis i trans. L'addició de sofre i la vulcanització es fan servir per millorar les propietats de la goma natural.
La goma sintètica es pot fer a per la polimerització d'una gran varietat de monòmers incloent també l'isoprè. Aquests monòmers poden ser mesclats en diverses proporcions per a ser copolimeritzats cercant moltes propietats mecàniques i químiques i aconseguint les adequades proporcions d'enllaços dobles cis i trans.

## Història
El 1879, Bouchardat creà, en laboratori, la primera forma de goma sintètica basada en l'isoprè. L'expansió dels vehicles amb motor a partir de la dècada de 1890 impulsà la demanda de goma.
El 1909, un equip dirigit per Fritz Hofmann, treballant per la Bayer, polimeritzà el metil isoprè que és la primera goma sintètica comercial. El metil isoprè és el 2,3-dimetilbuta-1,3-diè.
El científic rus Serguei Vassílievitx Lébedev creà la primera goma sintètica a partir del butadiè el 1910 que va ser la base de la producció a gran escala a partir de les dificultats de subministrament de goma natural durant la Primera Guerra Mundial.

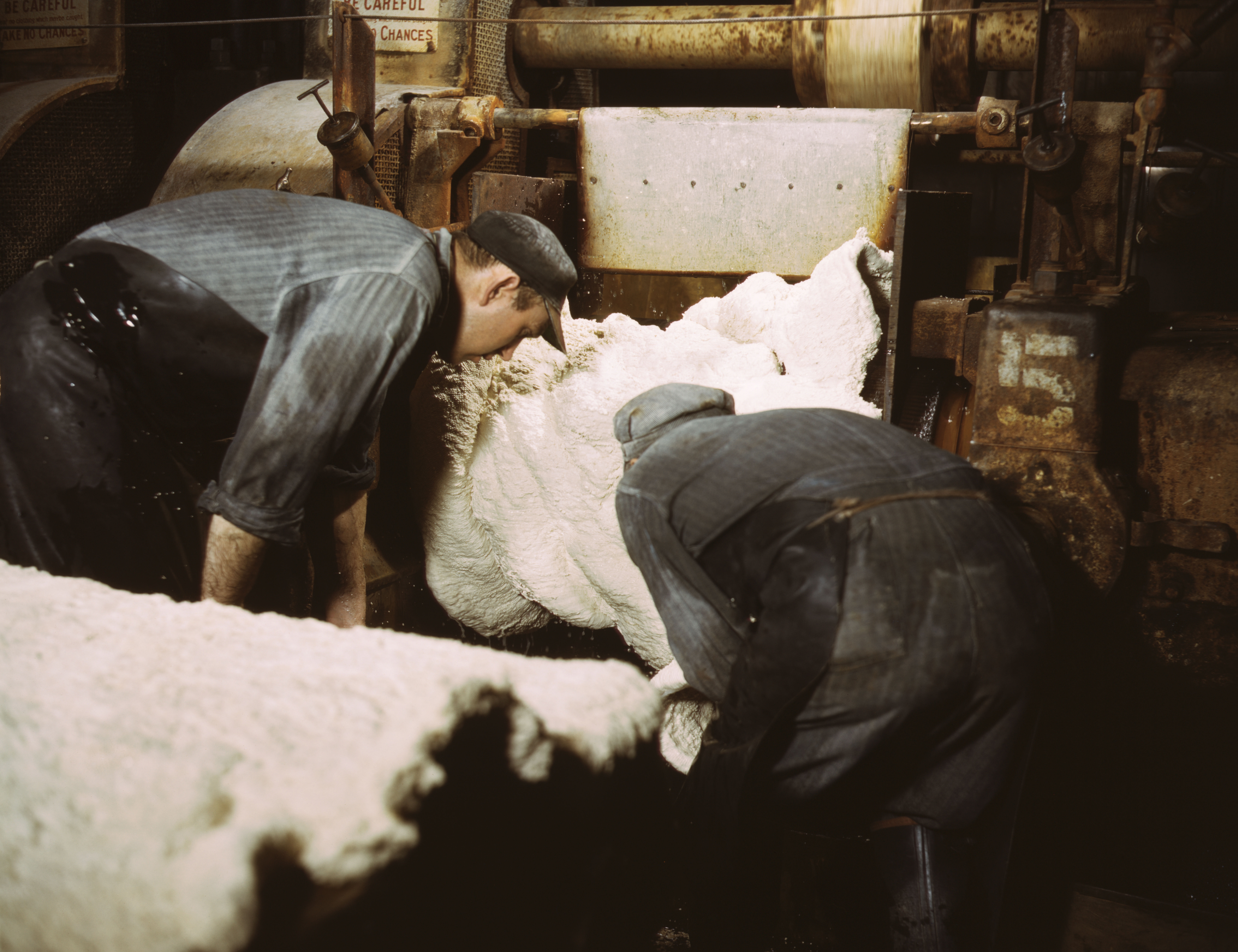
Làmina de goma sintètica (1941)

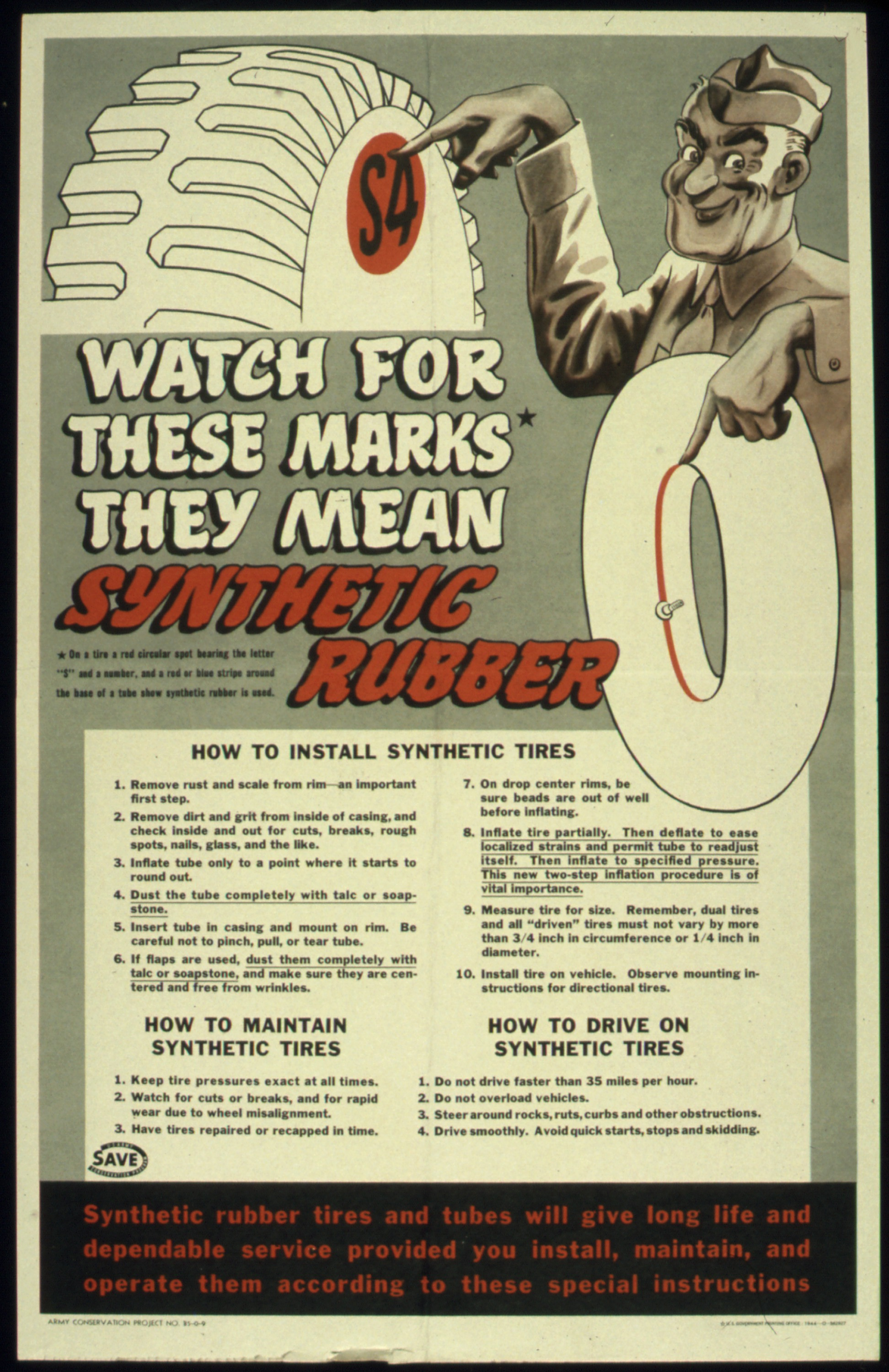
Cartell sobre pneumàtics amb goma sintètica

Durant la Segona Guerra Mundial la producció de goma sintètica es va expandir molt als Estats Units, ja que les forces enemigues de l'eix, amb les conquestes japoneses a Àsia, controlaven els subministraments de goma natural. La goma anomenada GRS (Government Rubber Styrene), un copolímer del butadiè i l'estirè, va ser la base de la producció de goma sintètica als Estats Units.
Després de la guerra el California Institute of Technology (Caltech) va investigar per substituir l'asfalten el combustible sòlid dels coets. Cap a la meitat de la dècada de 1950 es van fer grans míssils fent servir combustible basat en la goma sintètica mesclats amb perclorat d'amoni i alta proporció de pols d'alumini. Cap a 1960 la quantitat de goma sintètica produïda ultrapassava la producció de goma natural.
Actualment la goma sintètica es fa servir també en la indústria tèxtil 
L'any 2005, es van produir prop de 21 milions de tones de goma dels quals el 58% eren de goma sintètica.

## Taula de gomes sintètiques comunes
| Codi ISO 1629 | Nom tècnic                                  | Noms comuns                                                                       |
| ------------- | ------------------------------------------- | --------------------------------------------------------------------------------- |
| ACM           | Poliacrilat                                 |                                                                                   |
| AEM           | Etilè-acrilat                               |                                                                                   |
| AU            | Polièster uretà                             |                                                                                   |
| BIIR          | Bromo isobutilè isoprè                      | Bromobutil                                                                        |
| BR            | Polibutadiè                                 | Buna CB                                                                           |
| CIIR          | Cloro isobutilè isoprè                      | Clorobutil, Butil                                                                 |
| CR            | policloroprè                                | Cloroprè, Neoprè                                                                  |
| CSM           | Polietilè Clorosulfonat                     | Hypalon                                                                           |
| ECO           | Epiclorohidrina                             | ECO, epiclorohidrina, epichlorohydrin, epichlore, epichloridrine, herclor, hydrin |
| EP            | Ethylene Propylene                          |                                                                                   |
| EPDM          | Ethylene propylene diene monomer            | EPDM, Nordel                                                                      |
| EU            | Polièter uretà                              |                                                                                   |
| FFKM          | Goma Perfluorocarboni                       |                                                                                   |
| FKM           | Hidrocarbur fluoronat                       | Viton, Kalrez, Fluorel, Chemraz                                                   |
| FMQ           | Fluoro silicona                             | FMQ, Silicone Rubber                                                              |
| FPM           | Goma Fluorocarboni                          |                                                                                   |
| HNBR          | Butadiè nitril hidrogenat                   | HNBR                                                                              |
| IR            | Poliisoprè                                  | Goma natural (sintètica)                                                          |
| IIR           | Isobutylene isoprene butyl                  | Butil                                                                             |
| NBR           | Acrylonitrile butadiene                     | NBR, Goma nitril, Perbunan, Buna-N                                                |
| PU            | Poliuretà                                   | PU, Poliuretà                                                                     |
| SBR           | Estirè-butadiè                              | SBR, Buna-S, GRS, Buna VSL, Buna SE                                               |
| SEBS          | Styrene ethylene butylene styrene copolymer | Goma SEBS                                                                         |
| SI            | Polysiloxane                                | Goma silicona                                                                     |
| VMQ           | Vinyl Methyl Silicone                       | Goma silicona                                                                     |
| XNBR          | Monòmer carboxi butadiè acrilonitril        | XNBR, Carboxylated Nitrile                                                        |
| XSBR          | Styrene Butadiene Carboxy Monomer           |                                                                                   |
| YBPO          | Thermoplastic Polyether-ester               |                                                                                   |
| YSBR          | Styrene Butadiene Block Copolymer           |                                                                                   |
| YXSBR         | Styrene Butadiene Carboxy Block Copolymer   |                                                                                   |

A més, en anglès, el terme gum rubber de vegades es fa servir per descriure els tres derivats de la natural rubber (codi NR), i per distingir-la de natural rubber (sintètica) (codi IR).